# Castelbajac (Hautes-Pyrénées)
Pour les articles homonymes, voir Castelbajac.
Castelbajac est une commune française située dans l'est du département des Hautes-Pyrénées, en région Occitanie. Sur le plan historique et culturel, la commune est dans la région gasconne de Magnoac, située sur le plateau de Lannemezan, qui reprend une partie de l’ancien Nébouzan, qui possédait plusieurs enclaves au cœur de la province de Comminges et a évolué dans ses frontières jusqu’à plus ou moins disparaitre.
Exposée à un climat de montagne, elle est drainée par la Baïse, la Baisole et par divers autres petits cours d'eau. La commune possède un patrimoine naturel remarquable composé d'une zone naturelle d'intérêt écologique, faunistique et floristique.
Castelbajac est une commune rurale qui compte 137 habitants en 2022, après avoir connu un pic de population de 865 habitants en 1846. Elle fait partie de l'aire d'attraction de Lannemezan..

## Géographie

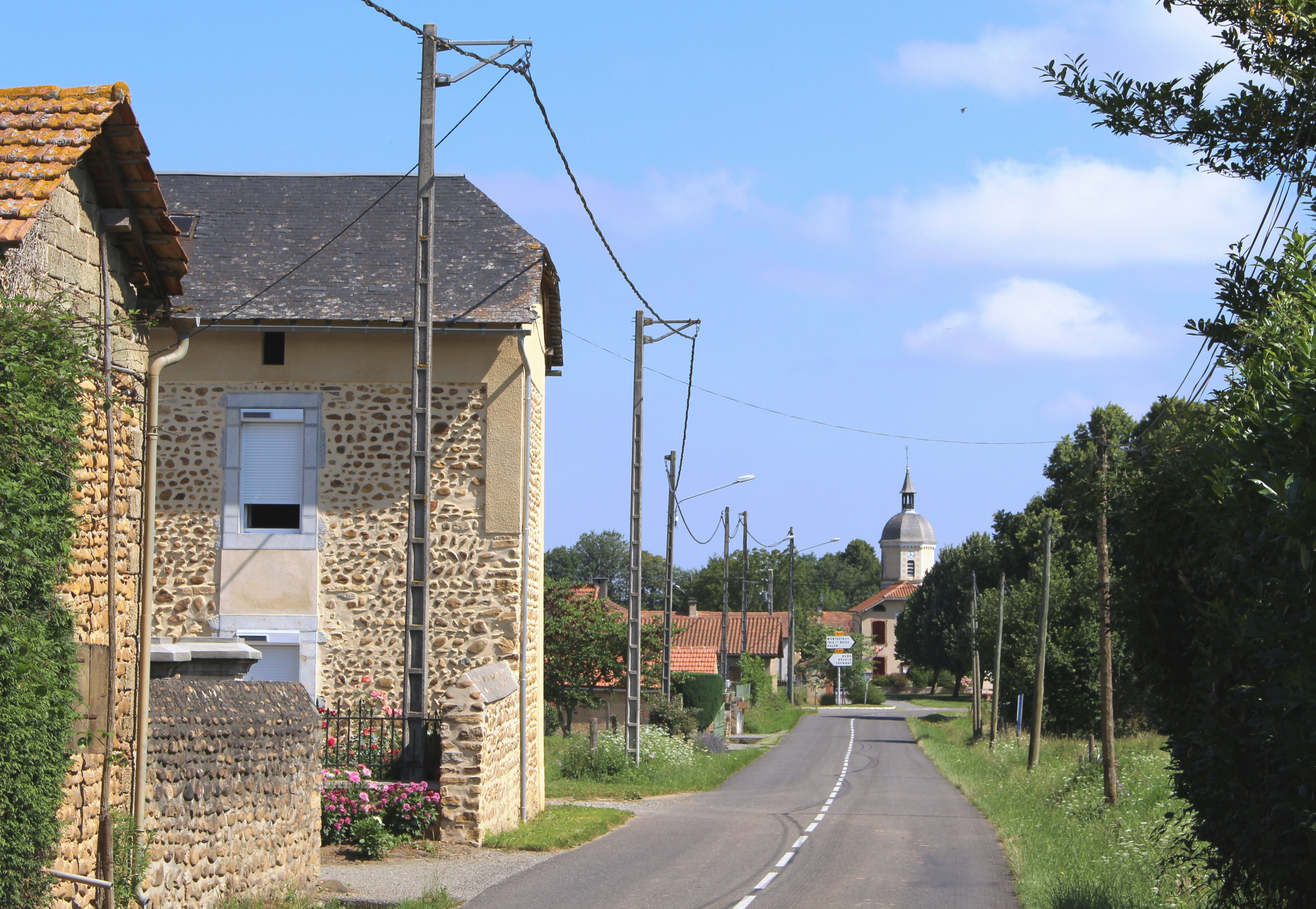
Entrée du village.

### Localisation
La commune de Castelbajac se trouve dans le département des Hautes-Pyrénées, en région Occitanie.
Elle se situe à 24 km à vol d'oiseau de Tarbes, préfecture du département, à 21 km de Bagnères-de-Bigorre, sous-préfecture, et à 9 km de Tournay, bureau centralisateur du canton de la Vallée de l'Arros et des Baïses dont dépend la commune depuis 2015 pour les élections départementales.
La commune fait en outre partie du bassin de vie de Lannemezan.
Les communes les plus proches sont : 
Bonrepos (2,0 km), Houeydets (2,5 km), Burg (2,5 km), Bégole (3,6 km), Campistrous (3,8 km), Montastruc (4,1 km), Galez (4,2 km), Caharet (5,2 km).
Sur le plan historique et culturel, Castelbajac fait partie de la région gasconne de Magnoac, située sur le plateau de Lannemezan, qui reprend une partie de l’ancien Nébouzan, qui possédait plusieurs enclaves au cœur de la province de Comminges et a évolué dans ses frontières jusqu’à plus ou moins disparaitre.
Les communes limitrophes sont  Bonrepos, Burg, Bégole, Campistrous, Houeydets et Montastruc.
|        | Montastruc  |                         |
| Burg   | Castelbajac | Bonrepos                |
| Bégole | Houeydets   | Campistrous (sur 100 m) |

### Hydrographie
La commune est dans le bassin versant de la Garonne, au sein du bassin hydrographique Adour-Garonne. Elle est drainée par le Baïse, la Baisole, un bras de la Baïsole, Rieu du Tou, le ruisseau du Géla, le ruisseau Mau et par un petit cours d'eau, constituant un réseau hydrographique de 7 km de longueur totale,.
Le Baïse, d'une longueur totale de 187,6 km, prend sa source dans la commune de Capvern et s'écoule du sud vers le nord. Il traverse la commune et se jette dans la Garonne à Saint-Léger, après avoir traversé 52 communes.
La Baisole, d'une longueur totale de 47,2 km, prend sa source dans la commune de Campistrous et s'écoule du sud vers le nord. Il traverse la commune et se jette dans la Baïse à Saint-Michel, après avoir traversé 21 communes.

### Climat
Le climat est tempéré de type océanique, en raison de l'influence proche de l'océan Atlantique situé à peu près 150 km plus à l'ouest. La proximité des Pyrénées fait que la commune profite d'un effet de foehn, il peut aussi y neiger en hiver, même si cela reste inhabituel.
| Mois                              | jan.  | fév.  | mars  | avril | mai   | juin  | jui.  | août  | sep.  | oct.  | nov.  | déc.  | année   |
| --------------------------------- | ----- | ----- | ----- | ----- | ----- | ----- | ----- | ----- | ----- | ----- | ----- | ----- | ------- |
| Température minimale moyenne (°C) | 1     | 2     | 4     | 6     | 9     | 13    | 15    | 15    | 12    | 9     | 4     | 2     | 7,7     |
| Température moyenne (°C)          | 5,2   | 5,6   | 8,4   | 10,1  | 13,8  | 17,8  | 18,6  | 18,8  | 16,4  | 13,5  | 7,5   | 5,5   | 11,8    |
| Température maximale moyenne (°C) | 10    | 11    | 14    | 15    | 19    | 22    | 25    | 25    | 23    | 19    | 14    | 11    | 17,3    |
| Ensoleillement (h)                | 108,8 | 118,8 | 155,6 | 157,2 | 181,3 | 191,5 | 215,5 | 196,4 | 194,5 | 164,4 | 124,4 | 104,4 | 1 912,8 |
| Précipitations (mm)               | 98,6  | 63,3  | 99    | 108,2 | 137   | 87,1  | 72,6  | 70,5  | 69,5  | 81,9  | 101,4 | 97,4  | 1 086   |

### Milieux naturels et biodiversité

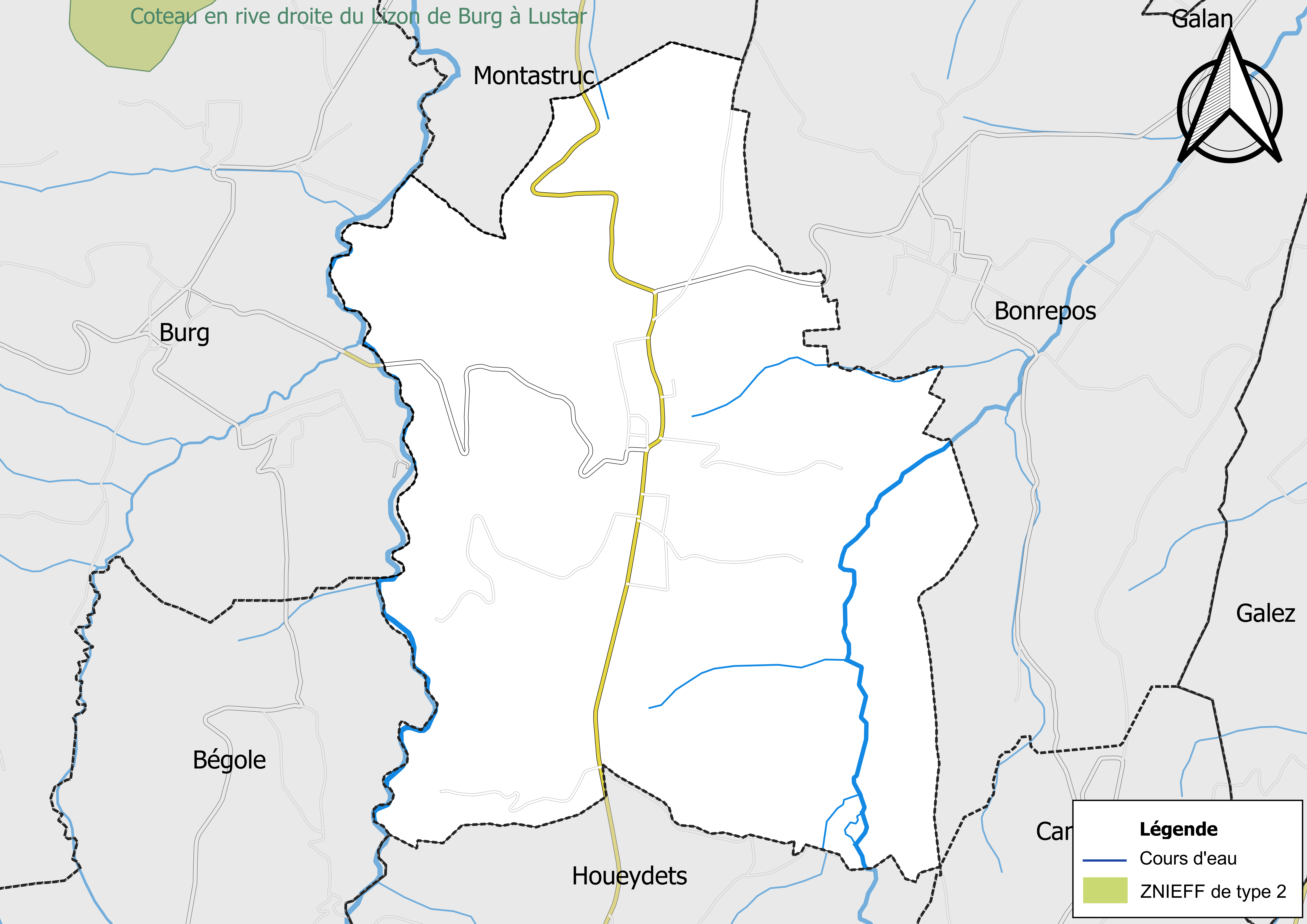
Carte des ZNIEFF de type 2 localisées dans la commune.

L’inventaire des zones naturelles d'intérêt écologique, faunistique et floristique (ZNIEFF) a pour objectif de réaliser une couverture des zones les plus intéressantes sur le plan écologique, essentiellement dans la perspective d’améliorer la connaissance du patrimoine naturel national et de fournir aux différents décideurs un outil d’aide à la prise en compte de l’environnement dans l’aménagement du territoire.
Une ZNIEFF de type 1 est recensée dans la commune :
les « vallons de la Bégole, de la Baïse amont, et de leurs affluents » (57 ha), couvrant 3 communes du département.

## Urbanisme

### Typologie
Au 1er janvier 2024, Castelbajac est catégorisée commune rurale à habitat dispersé, selon la nouvelle grille communale de densité à sept niveaux définie par l'Insee en 2022.
Elle est située hors unité urbaine. Par ailleurs la commune fait partie de l'aire d'attraction de Lannemezan, dont elle est une commune de la couronne,. Cette aire, qui regroupe 65 communes, est catégorisée dans les aires de moins de 50 000 habitants,.

### Occupation des sols
L'occupation des sols de la commune, telle qu'elle ressort de la base de données européenne d’occupation biophysique des sols Corine Land Cover (CLC), est marquée par l'importance des territoires agricoles (61 % en 2018), une proportion identique à celle de 1990 (61 %). La répartition détaillée en 2018 est la suivante : 
zones agricoles hétérogènes (44,1 %), forêts (34,4 %), prairies (16,9 %), zones urbanisées (4,5 %).
L'IGN met par ailleurs à disposition un outil en ligne permettant de comparer l’évolution dans le temps de l’occupation des sols de la commune (ou de territoires à des échelles différentes). Plusieurs époques sont accessibles sous forme de cartes ou photos aériennes : la carte de Cassini (XVIIIe siècle), la carte d'état-major (1820-1866) et la période actuelle (1950 à aujourd'hui).

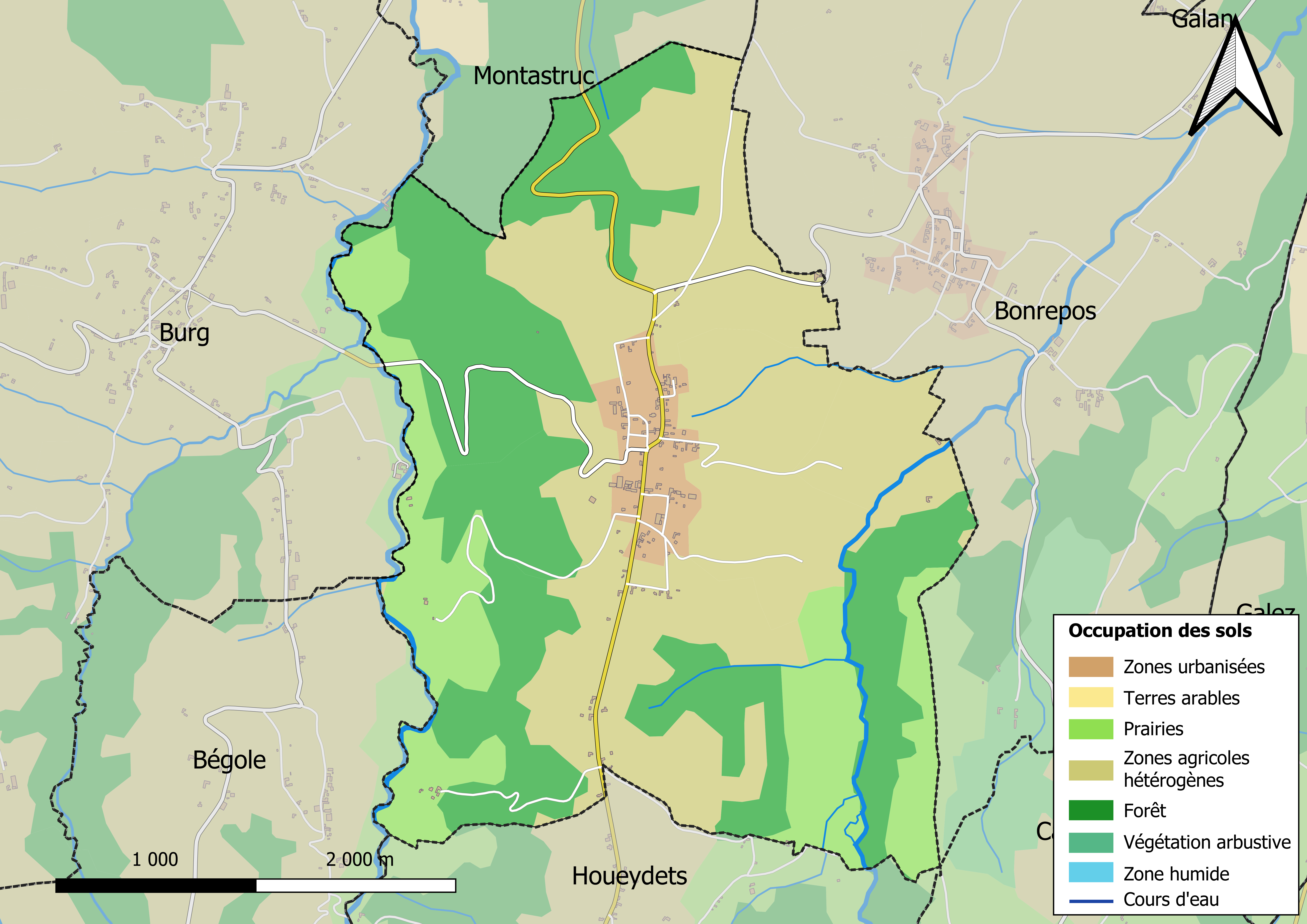
Carte des infrastructures et de l'occupation des sols en 2018 (CLC) de la commune.
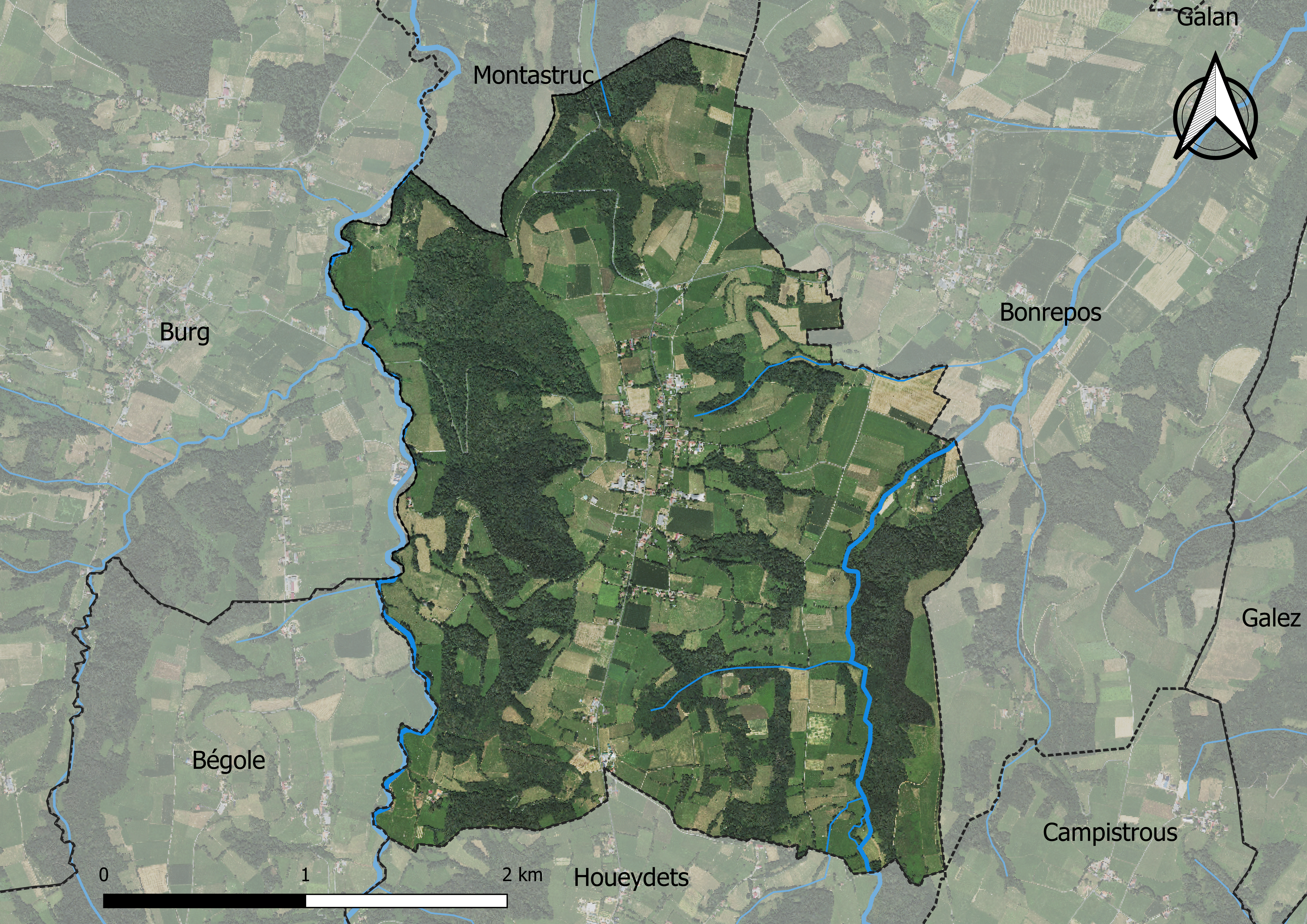
Carte orthophotogrammétrique de la commune.

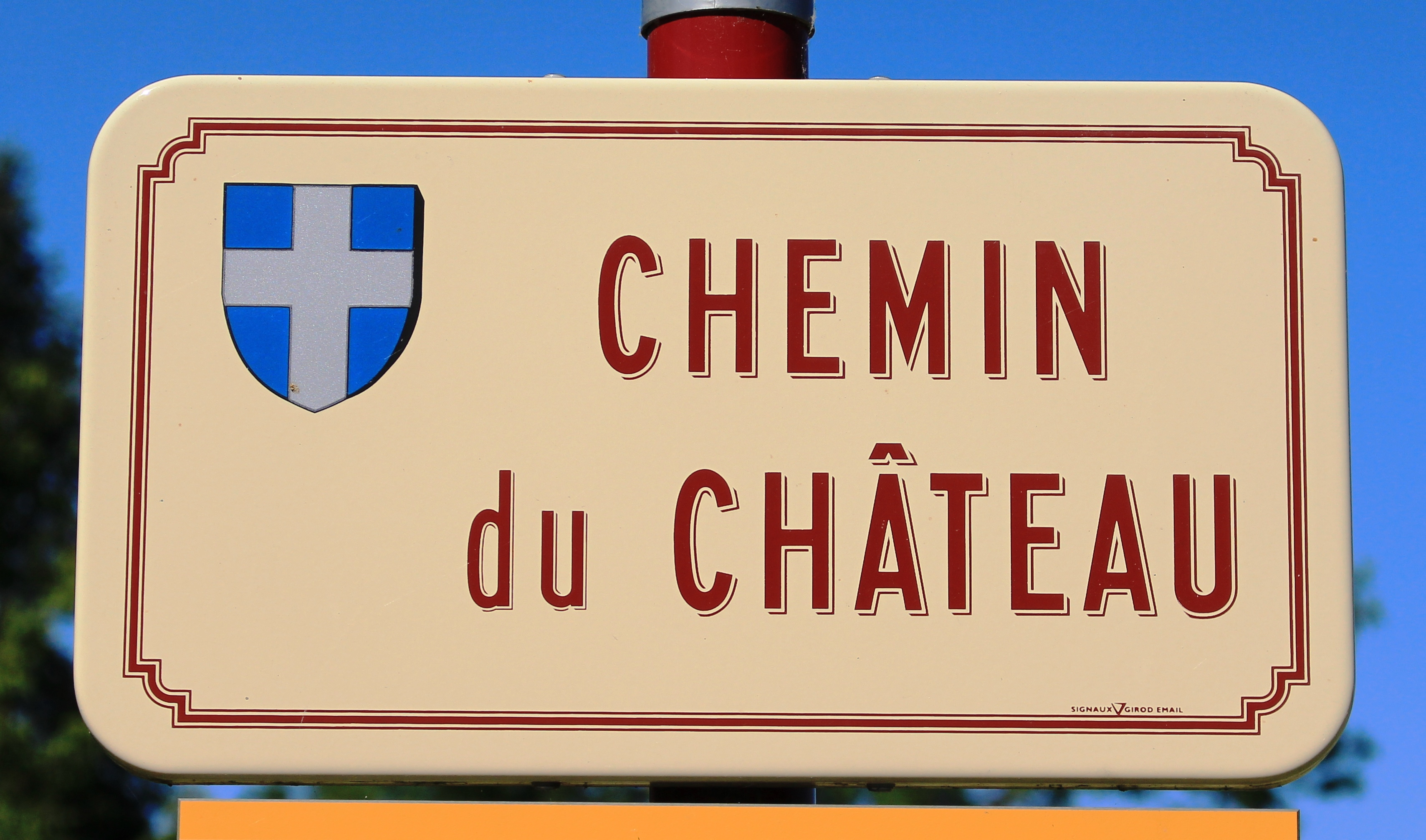
Rue du village.

### Logement
En 2012, le nombre total de logements dans la commune est de 64.

Parmi ces logements, 76,9 % sont des résidences principales, 15,4 % des résidences secondaires et 7,7 % des logements vacants.

### Voies de communication et transports
Cette commune est desservie par les routes départementales D 17 et D 41.

### Risques majeurs
Le territoire de la commune de Castelbajac est vulnérable à différents aléas naturels : météorologiques (tempête, orage, neige, grand froid, canicule ou sécheresse), inondations, mouvements de terrains et séisme (sismicité modérée). Un site publié par le BRGM permet d'évaluer simplement et rapidement les risques d'un bien localisé soit par son adresse soit par le numéro de sa parcelle.
Certaines parties du territoire communal sont susceptibles d’être affectées par le risque d’inondation par débordement de cours d'eau, notamment la Baïse et la Baisole. La cartographie des zones inondables en ex-Midi-Pyrénées réalisée dans le cadre du XIe Contrat de plan État-région, visant à informer les citoyens et les décideurs sur le risque d’inondation, est accessible sur le site de la DREAL Occitanie. La commune a été reconnue en état de catastrophe naturelle au titre des dommages causés par les inondations et coulées de boue survenues en 1982, 1999 et 2009,.
Castelbajac est exposée au risque de feu de forêt. Un plan départemental de protection des forêts contre les incendies a été approuvé par arrêté préfectoral le 21 avril 2020 pour la période 2020-2029. Le précédent couvrait la période 2007-2017. L’emploi du feu est régi par deux types de réglementations. D’abord le code forestier et l’arrêté préfectoral du 27 octobre 2014, qui réglementent l’emploi du feu à moins de 200 m des espaces naturels combustibles sur l’ensemble du département. Ensuite celle établie dans le cadre de la lutte contre la pollution de l’air, qui interdit le brûlage des déchets verts des particuliers. L’écobuage est quant à lui réglementé dans le cadre de commissions locales d’écobuage (CLE)

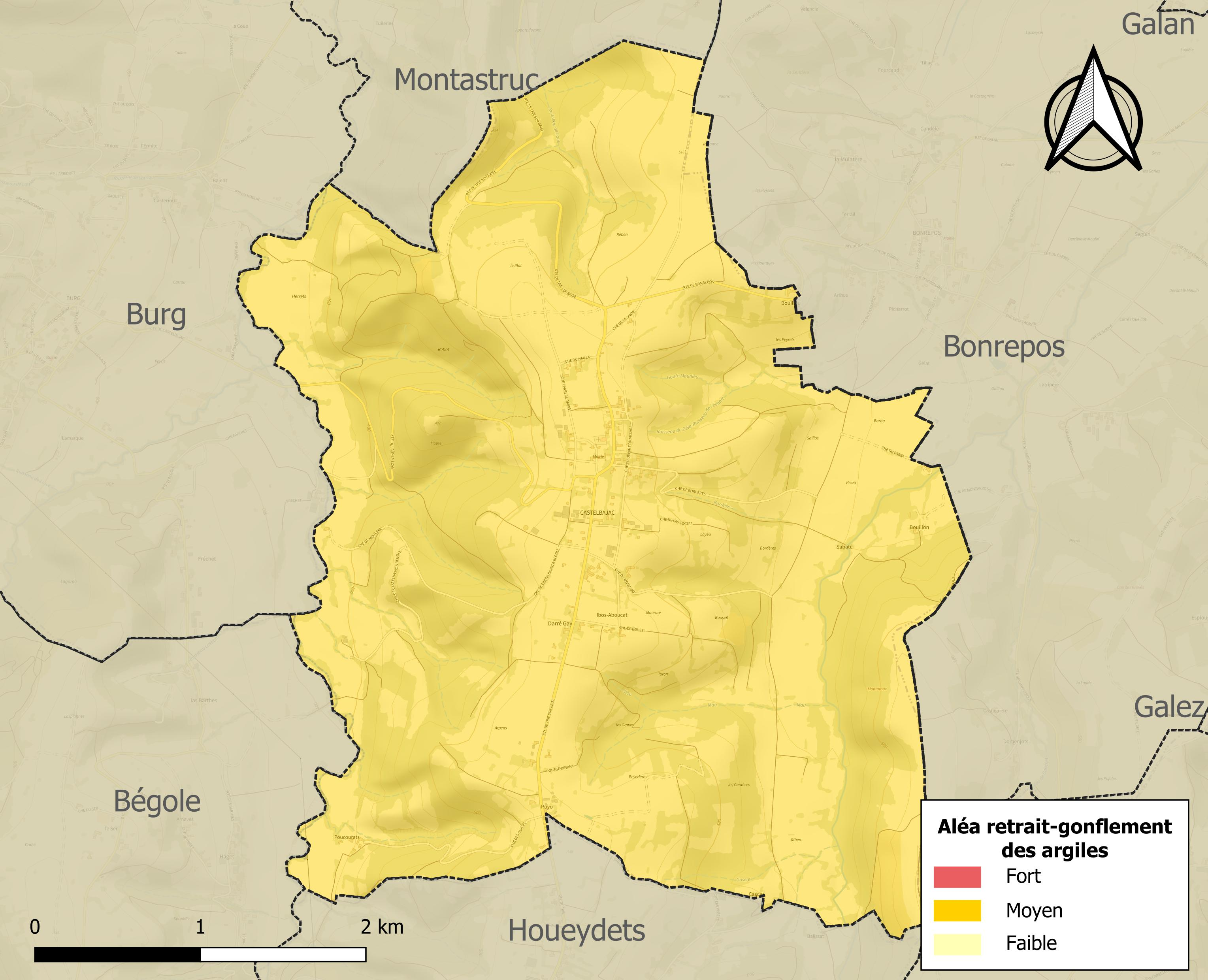
Carte des zones d'aléa retrait-gonflement des sols argileux de Castelbajac.

Les mouvements de terrains susceptibles de se produire dans la commune sont des tassements différentiels.
Le retrait-gonflement des sols argileux est susceptible d'engendrer des dommages importants aux bâtiments en cas d’alternance de périodes de sécheresse et de pluie. La totalité de la commune est en aléa moyen ou fort (44,5 % au niveau départemental et 48,5 % au niveau national). Sur les 66 bâtiments dénombrés dans la commune en 2019, 66 sont en aléa moyen ou fort, soit 100 %, à comparer aux 75 % au niveau départemental et 54 % au niveau national. Une cartographie de l'exposition du territoire national au retrait gonflement des sols argileux est disponible sur le site du BRGM,.
Par ailleurs, afin de mieux appréhender le risque d’affaissement de terrain, l'inventaire national des cavités souterraines permet de localiser celles situées dans la commune.
Concernant les mouvements de terrains, la commune a été reconnue en état de catastrophe naturelle au titre des dommages causés par la sécheresse en 1989 et par des mouvements de terrain en 1999.

## Toponymie

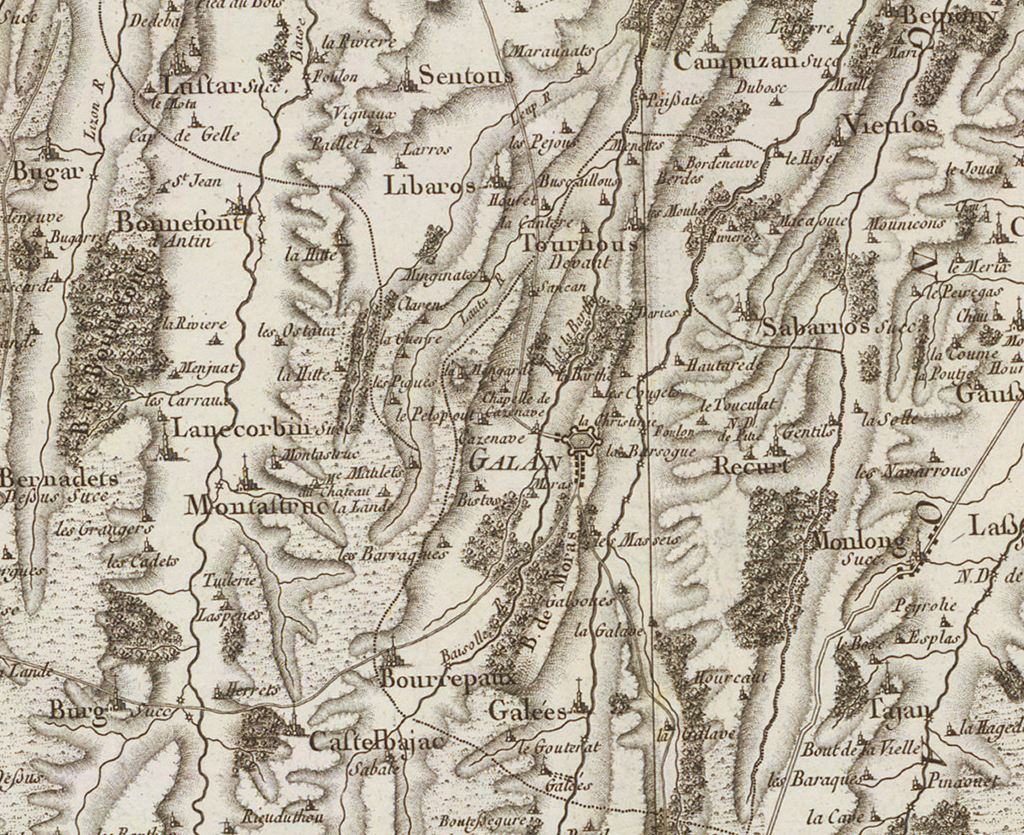
Extrait de la carte de Cassini (entre 1756 et 1789) situant Castelbajac au sud de Galan.

On trouvera les principales informations dans le Dictionnaire toponymique des communes des Hautes Pyrénées de Michel Grosclaude et Jean-François Le Nail qui rapporte les dénominations historiques du village :

### Attestations anciennes
- in Castro Bayaco, in Castro Baiaco, latin (1083, cartulaire de Bigorre) ;
- Bernardus de Castello Bajaco, latin (v. 1080, cartulaire Saint-Pé) ;
- in Castellobajaco, latin (XIe ou XIIe siècle, cartulaire Saint-Pé) ;
- Guillelmus Bernardi de Castedbaiag, latin (1165, cartulaire de Berdoues) ;
- Ar. R. de Casted Baiach (v. 1170, cartulaire de Bigorre) ;
- Bernardus de Castellobaiag, latin et gascon (1204, cartulaire Berdoues) ;
- Arnaldus Ramundi de Castro Bayaco, en Arnaut Ramon de Casteg Bayac, Petrus de Casteg Bayac, en P. de Castet Bayac, latin et gascon (1283, Procès Bigorre) ;
- Castedbaiag (1285, Montre Bigorre) ;
- de Castrobajaco, latin (1300, enquête Bigorre ; 1342, pouillé de Tarbes) ;
- Castet Baiac, Castet Bayac (1429, censier de Bigorre) ;
- Castelbajac (fin XVIIIe siècle, carte de Cassini).

### Étymologie
Du gascon castèth « château fort » (ancien occitan castel)  et nom de lieu gallo-romain antérieur en -(i)acum.
Nom occitan : Castèthbajac.

## Histoire
Autrefois les communes de Castelbajac  et de Houeydets (devenue commune autonome en 1864) étaient soudées au sein de la commune de Chatillon-en-Bigore. Il existe, à proximité de l'église de Castelbajac, l'emplacement d'une motte castrale, fief de la famille de Castelbajac. La motte de Castéra était un terre plein surmonté d’une petite fortification en bois. Vers le XVIe siècle, il y eut à cette place un petit château fort (fossés, hautes murailles, cour intérieure, donjon carré, pont levis). La famille de Castelbajac, une des plus anciennes familles du Bigorre, qui posséda la seigneurie de Castelbajac fut maintenue noble en 1666 sur une filiation noble prouvée remontant à 1380.
Houeydets se sépare de Castelbajac et devient une commune autonome en 1864. En 1841, la commune de Castelbajac achète un immeuble (maison + jardin = 1 are) destiné à servir de salle de classe et de salle de mairie. 1860 : école pour les garçons. Le matin les cours étaient destinés aux enfants de  Castelbajac et l’après-midi à ceux de Houeydets. En 1930 et 1931, arrivée de l’électricité à Houeydets et Castelbajac.

### Cadastre napoléonien de Castelbajac
Le plan cadastral napoléonien de Castelbajac est consultable sur le site des archives départementales des Hautes-Pyrénées.

## Politique et administration

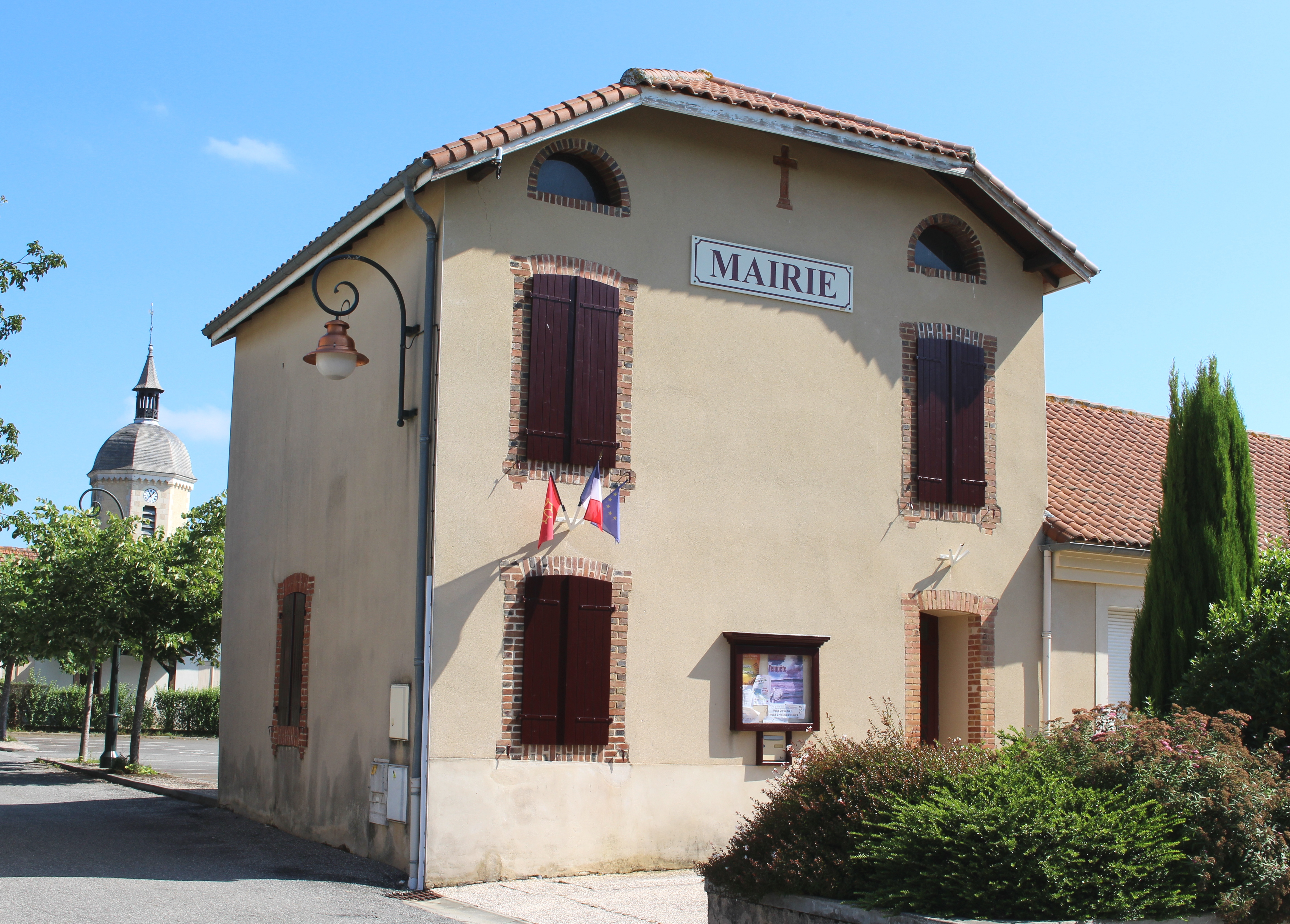
La mairie en 2016.

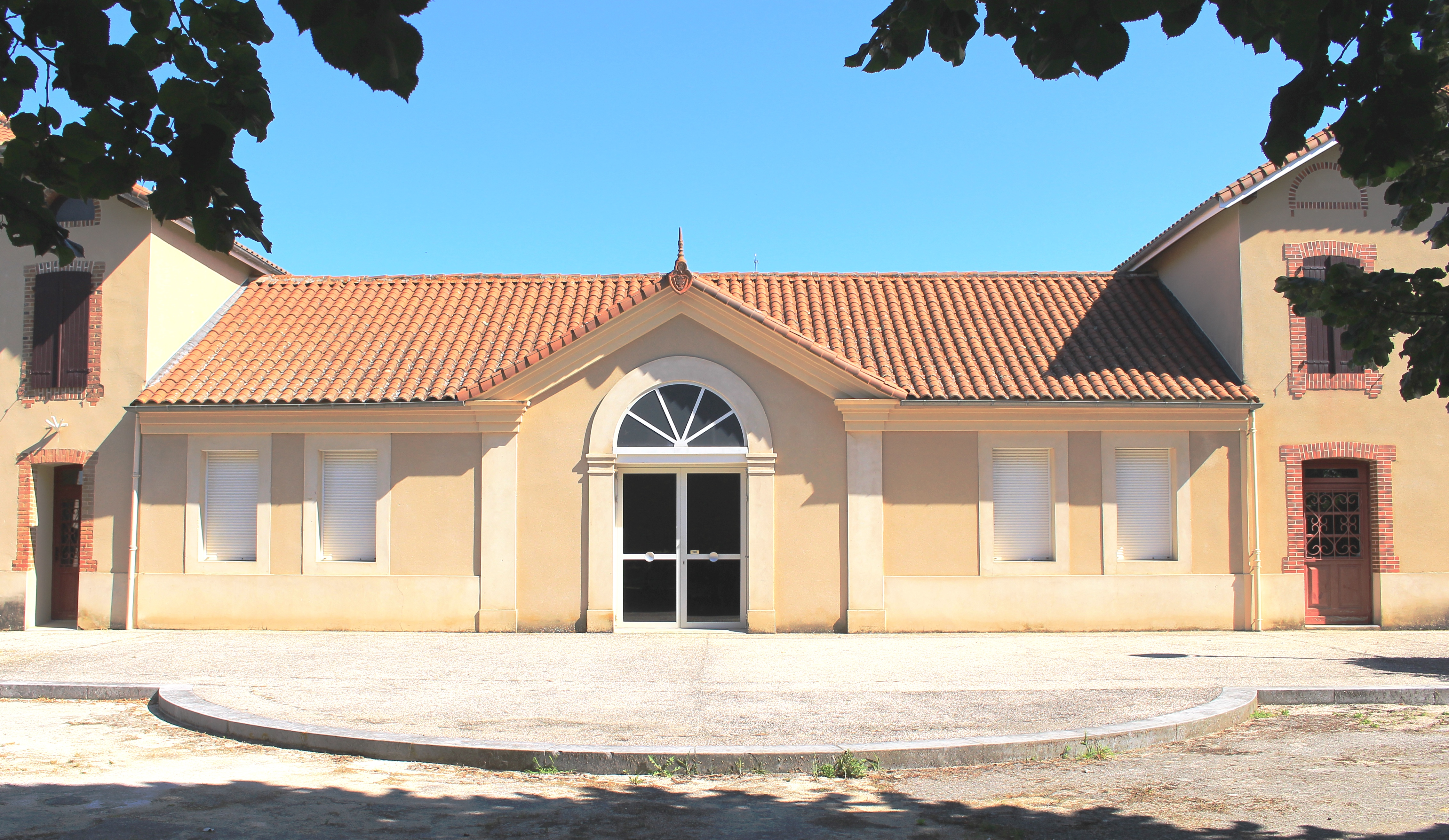
Le foyer rural en 2019.

### Liste des maires
| Période                                  | Période   | Identité         | Étiquette | Qualité |
| ---------------------------------------- | --------- | ---------------- | --------- | ------- |
| Les données manquantes sont à compléter. |           |                  |           |         |
|                                          |           |                  |           |         |
| 1971                                     | mars 1989 | Charles Dupuy    |           |         |
| mars 1989                                | mars 2014 | Michel Delas     |           |         |
| mars 2014                                | en cours  | Jean-Marc Dupouy |           |         |

### Rattachements administratifs et électoraux

#### Historique administratif
Pays et sénéchaussée de Bigorre, quarteron de Tarbes, marquisat de Castelbajac, canton de Galan (depuis 1790). Perd en 1865 sa section de Houeydets érigée en commune.

#### Intercommunalité
Castelbajac appartient à la communauté de communes du Plateau de Lannemezan Neste-Baronnies-Baïses créée en janvier 2017 et qui réunit 57 communes.

## Population et société

### Démographie

#### Évolution démographique
| 1793 | 1800 | 1806 | 1821 | 1831 | 1836 | 1841 | 1846 | 1851 |
| ---- | ---- | ---- | ---- | ---- | ---- | ---- | ---- | ---- |
| 640  | 595  | 696  | 772  | 781  | 853  | 827  | 865  | 806  |

| 1856 | 1861 | 1866 | 1876 | 1881 | 1886 | 1891 | 1896 | 1901 |
| ---- | ---- | ---- | ---- | ---- | ---- | ---- | ---- | ---- |
| 810  | 810  | 462  | 461  | 425  | 402  | 405  | 382  | 366  |

| 1906 | 1911 | 1921 | 1926 | 1931 | 1936 | 1946 | 1954 | 1962 |
| ---- | ---- | ---- | ---- | ---- | ---- | ---- | ---- | ---- |
| 301  | 255  | 223  | 243  | 236  | 221  | 213  | 193  | 168  |

| 1968 | 1975 | 1982 | 1990 | 1999 | 2006 | 2008 | 2013 | 2018 |
| ---- | ---- | ---- | ---- | ---- | ---- | ---- | ---- | ---- |
| 168  | 168  | 149  | 141  | 130  | 116  | 112  | 124  | 137  |

| 2022 | - | - | - | - | - | - | - | - |
| ---- | - | - | - | - | - | - | - | - |
| 137  | - | - | - | - | - | - | - | - |

### Enseignement
La commune dépend de l'académie de Toulouse. Elle ne dispose plus d'école en 2016.

## Économie

### Emploi
|                | 2008  | 2013  | 2018  |
| -------------- | ----- | ----- | ----- |
| Commune        | 11 %  | 9,3 % | 9,1 % |
| Département    | 7,7 % | 9,4 % | 9,8 % |
| France entière | 8,3 % | 10 %  | 10 %  |

En 2018, la population âgée de 15 à 64 ans s'élève à 77 personnes, parmi lesquelles on compte 75,3 % d'actifs (66,2 % ayant un emploi et 9,1 % de chômeurs) et 24,7 % d'inactifs,. En  2018, le taux de chômage communal (au sens du recensement) des 15-64 ans est inférieur à celui de la France et du département, alors qu'en 2008 la situation était inverse.
La commune fait partie de la couronne de l'aire d'attraction de Lannemezan, du fait qu'au moins 15 % des actifs travaillent dans le pôle,. Elle compte 11 emplois en 2018, contre 12 en 2013 et 12 en 2008. Le nombre d'actifs ayant un emploi résidant dans la commune est de 51, soit un indicateur de concentration d'emploi de 21,6 % et un taux d'activité parmi les 15 ans ou plus de 51,3 %.
Sur ces 51 actifs de 15 ans ou plus ayant un emploi, 10 travaillent dans la commune, soit 20 % des habitants. Pour se rendre au travail, 82,4 % des habitants utilisent un véhicule personnel ou de fonction à quatre roues, 3,9 % les transports en commun et 13,7 % n'ont pas besoin de transport (travail au domicile).

## Culture locale et patrimoine

### Lieux et monuments
- Église Saint-Jean-Baptiste de Castelbajac :

L’origine de l’église de Castelbajac  doit remonter à l’arrivée de la maison de Castelbajac  et comprend une cuve baptismale datée du VIIe siècle. Elle est orientée est-ouest. Le plancher de la nef et des chapelles latérales est composé de pierres bleues. Vers 1935, du béton fut utilisé pour aplanir le sol et remplacer les pavés cassés. L'autel de la chapelle nord est dédié à saint Pierre, restauré en 1994. L’autel de la chapelle sud est dédié à Notre Dame de la Pitié. Jusqu’en 1756, les barons de Castelbajac y étaient inhumés. Le clocher actuel date de 1899 et en 1913 elle accueille une horloge Terraillon dont la machinerie est encore en état aujourd’hui.

Sélection de vues de l'église Saint-Jean-Baptiste en 2016.
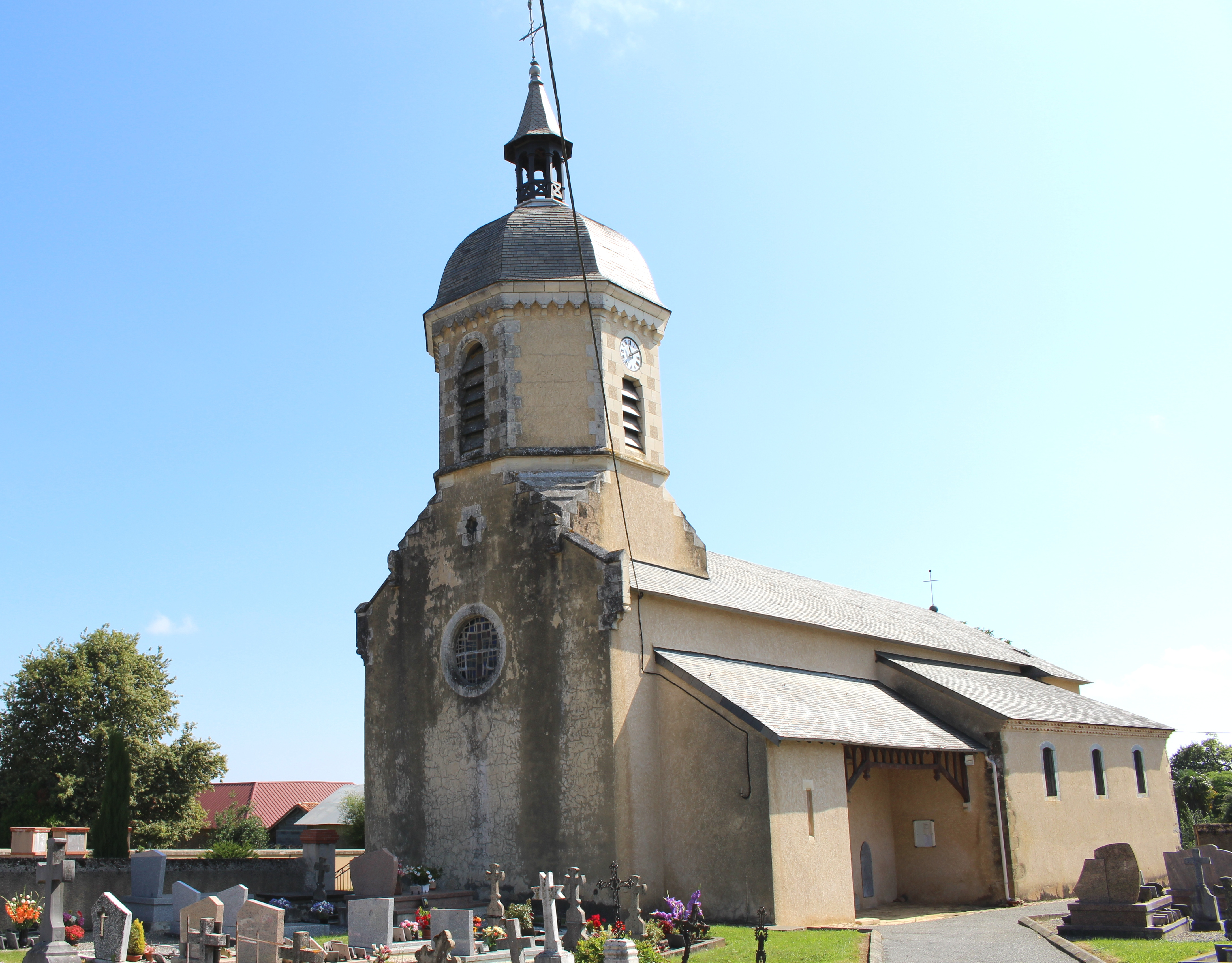
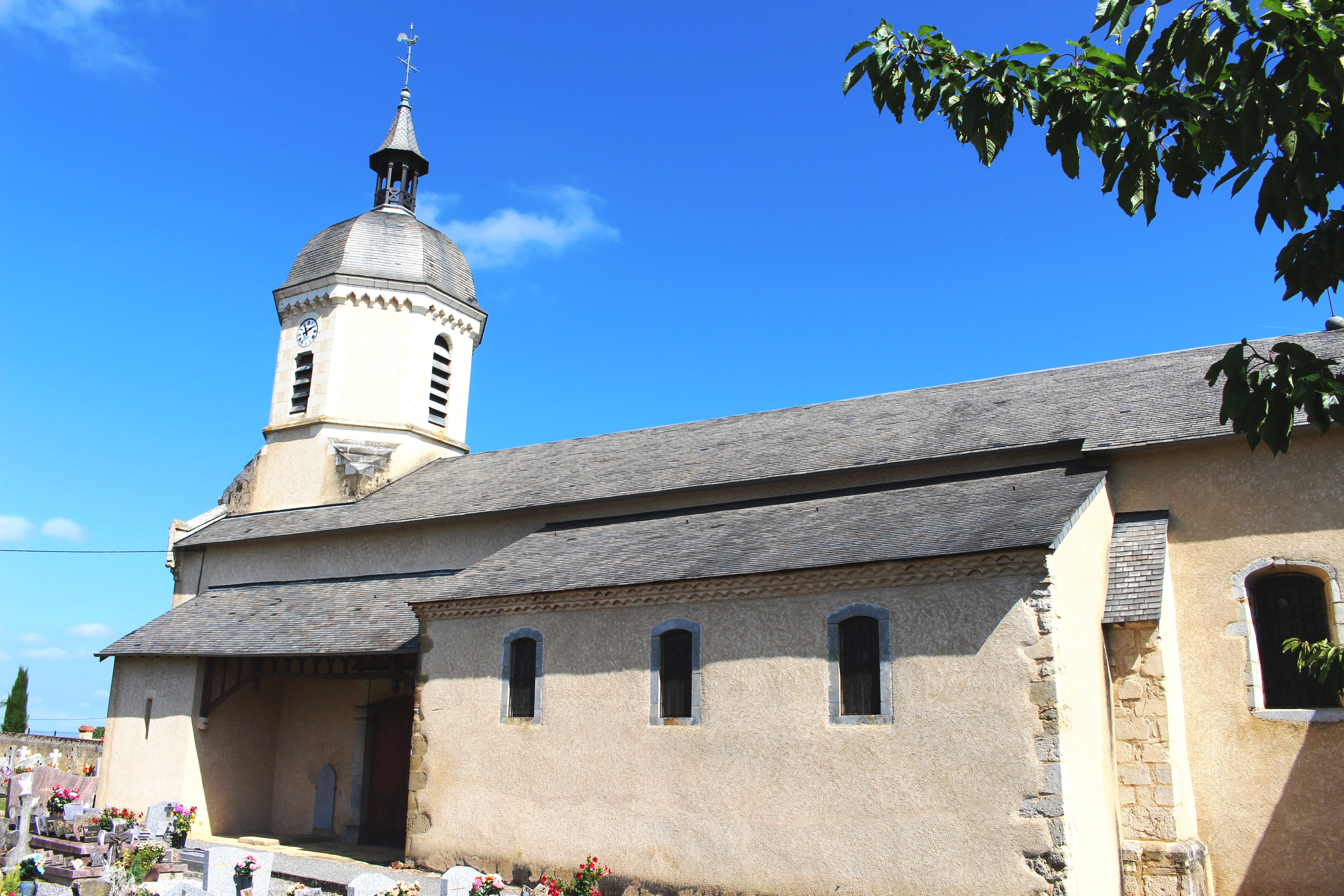
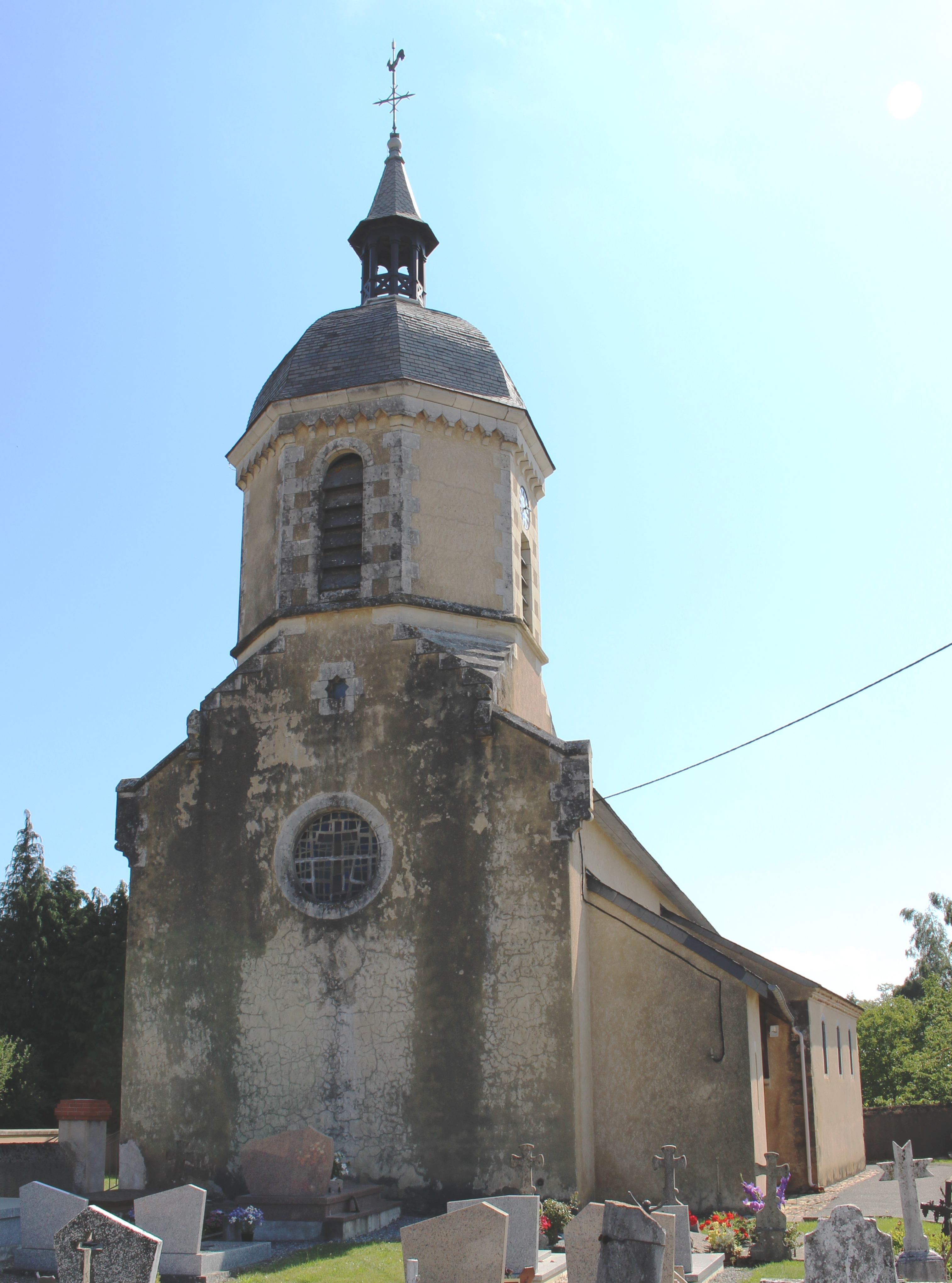

### Personnalités liées à la commune
- Jean-Charles de Castelbajac.
- Barthélemy Dominique Jacques de Castelbajac.
- Maison de Béon.

### Héraldique
| Blason | Blasonnement : D'azur à la croix d'argent. |